# Tomasz Kucharski

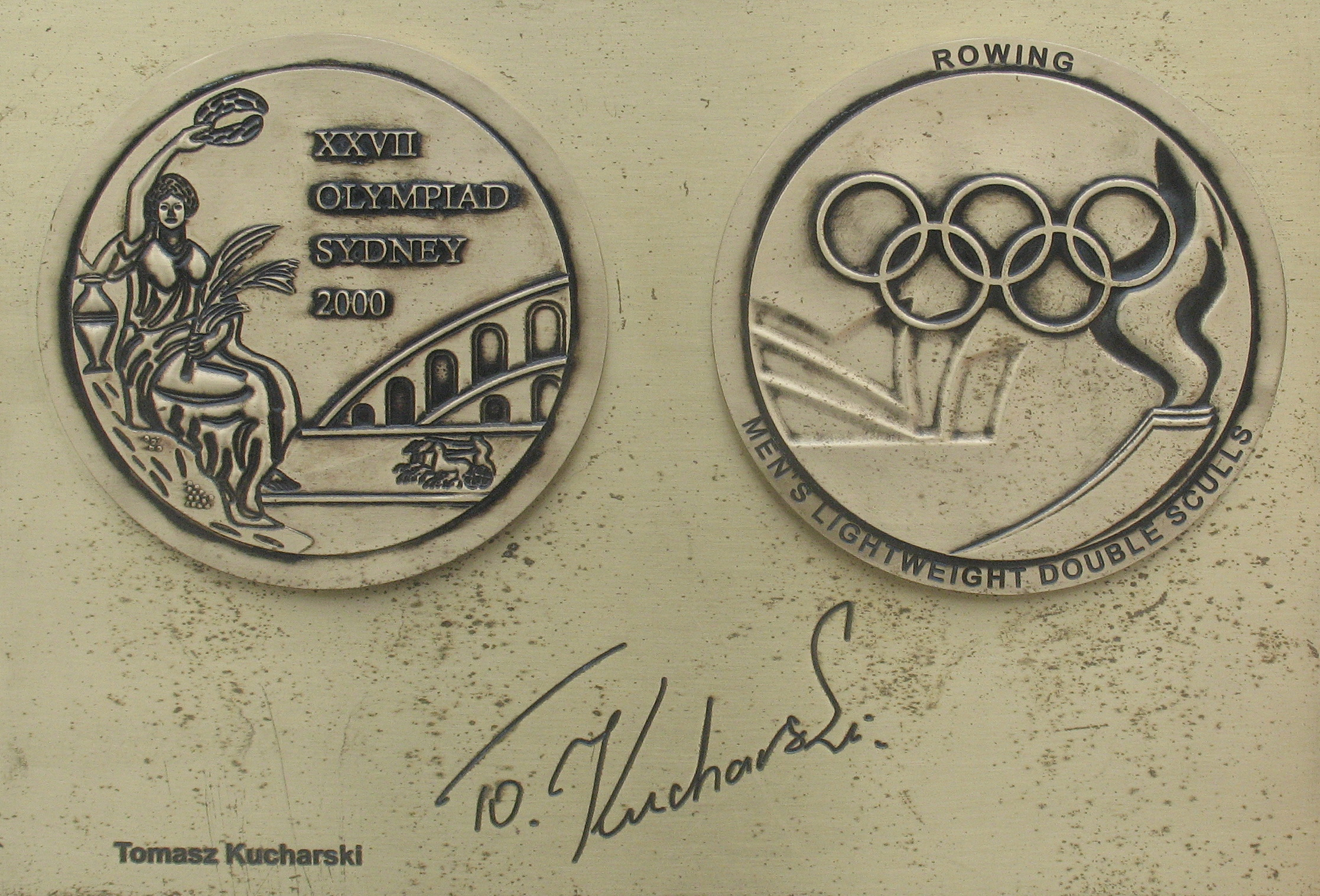
Copie T. Kucharski médaille et autographe Stars Avenue dans le sport Dziwnów

Tomasz Bogusław Kucharski, né le 16 février 1974 à Gorzów Wielkopolski, est un rameur polonais, double champion olympique, en deux de couple, poids légers.

## Biographie
Avec Robert Sycz, il a remporté la médaille d'or en deux de couple, poids légers :
- aux Jeux olympiques d'été de 2000, à Sydney, devant l'Italie et la France.
- aux Jeux olympiques d'été de 2004, à Athènes, devant la France et la Grèce.

Ils ont aussi remporté deux médailles d'or (1997, 1998) et trois médailles d'argent (2001, 2002, 2003) aux championnats du monde.
Pour ses performances sportives, il reçoit la croix de chevalier (2000), puis la croix d'officier (2004) de l'ordre Polonia Restituta.
Il met fin à sa carrière sportive après les Jeux olympiques de 2004.

## Palmarès

### Jeux olympiques
en deux de couple - poids légers
- 2000 , 1e place (avec Robert Sycz)
- 2004 , 1e place (avec Robert Sycz)

### Championnats du monde
en deux de couple - poids légers
- 1997 , 1e place (avec Robert Sycz)
- 1998 , 1e place (avec Robert Sycz)
- 2001 , 2e place (avec Robert Sycz)
- 2002 , 2e place (avec Robert Sycz)
- 2003 , 2e place (avec Robert Sycz)